# Long rifle
Long rifle er en lang salonpatron (kaliber .22), forkortet 'LR'. Der kan også fås patroner i størrelsen short (halvlang) og rundkugler.